# Bazyli Martysz
Bazyli Aleksandrowicz Martysz, także jako Wasyl Martysz (ur. 21 lutego 1874 w Teratynie, zm. 4 maja 1945 tamże) – prawosławny duchowny, protoprezbiter, naczelny kapelan wyznania prawosławnego Wojska Polskiego, święty prawosławny, jeden z męczenników chełmskich i podlaskich.

## Życiorys
Był synem Aleksandra Martysza i jego żony Katarzyny zd. Korolczuk. Jego ojciec pracował w Łukowie jako sędzia, następnie zaś przyjął święcenia diakońskie i kapłańskie i został proboszczem parafii w Molczycach. Bazyli był jednym z pięciorga dzieci. W wieku kilkunastu lat wyjechał z ojcem na kilka miesięcy na Alaskę, gdyż Aleksander Martysz pełnił w jednej z miejscowych parafii prawosławnych posługę hipodiakona.
Bazyli Martysz ukończył niższą szkołę duchowną w Chełmie, a następnie seminarium duchowne w tym samym mieście. Nie przyjął święceń kapłańskich natychmiast po ukończeniu szkoły, lecz podjął pracę katechety w Suwałkach, a następnie w Łukowie i Sosnowcu. Na kapłana został wyświęcony dopiero po ślubie z Olgą Nowik. Po przyjęciu święceń na własną prośbę podjął służbę duszpasterską w eparchii Aleutów i Alaski; w 1900 wyjechał na Alaskę, gdzie obsługiwał początkowo parafię w Afognak, a następnie w Kodiak. W 1905 ks. Martysz został przeniesiony do parafii w Pensylwanii, zaś w 1906 – do Kanady (prowadził misję w Toronto). Po powrocie do Polski w 1912 związał się z Sosnowcem; nauczał tam religii prawosławnej.
25 września 1919 został przyjęty do Wojska Polskiego „w charakterze kapelana prawosławnego w randze IX z przydziałem do Sekcji Religijno-Wyznaniowej Departamentu I Ministerstwa Spraw Wojskowych”. W marcu 1920 został mianowany szefem Głównego Urzędu Duszpasterskiego wyznania prawosławnego w Sekcji Wyznań Niekatolickich i Opieki nad Grobami Wojennymi Ministerstwa Spraw Wojskowych.
W 1922 zweryfikowany został w stopniu protoprezbitera ze starszeństwem z 1 czerwca 1919. W 1927, po kolejnej reorganizacji służby duszpasterstwa wyznań niekatolickich, wyznaczony został na stanowisko szefa Wydziału Wyznania Prawosławnego w Biurze Wyznań Niekatolickich Ministerstwa Spraw Wojskowych w Warszawie. Dwa lata później zajmowane przez niego stanowisko przemianowane zostało na – szef Głównego Urzędu Duszpasterskiego Prawosławnego. Z dniem 31 maja 1934 przeniesiony został w stan spoczynku. Obowiązki naczelnego kapelana wyznania prawosławnego przejął dziekan ksiądz Szymon Fedorońko, zamordowany przez NKWD w Katyniu w 1940.
Był współpracownikiem metropolitów warszawskich Jerzego i Dionizego. Uczestniczył w przygotowaniach do uzyskania autokefalii przez Kościół prawosławny w Polsce. Po przejściu na emeryturę w 1936 powrócił do rodzinnego Teratyna w powiecie hrubieszowskim.
4 maja 1945 został zamordowany przez oddział Narodowych Sił Zbrojnych pod dowództwem Zbigniewa Góry „Jacka”. Informację tę podała prawosławna publicystka Ałła Matreńczyk w oparciu o dokument NSZ z Archiwum Państwowego w Lublinie, bez podania dokładnych informacji o samym dokumencie. Prawdopodobnie chodzi o meldunek „Jacka” przejęty przez Sowietów i przetłumaczony na język rosyjski, o następującej treści: „4 maja [19]45 r., o 3.50, wykonano egzekucję na Ukraińcu [ks.] Bazylim Martyszu. Przy okazji przywieziono ziarno na karmę dla koni”. Potwierdza to w swoich publikacjach Mariusz Zajączkowski, opisując szersze tło wydarzeń rozgrywających się wówczas na Chełmszczyźnie z udziałem NSZ (akcja „Za Bugiem”). Szereg prawosławnych źródeł, o charakterze żywotów świętych, informuje jedynie o zamordowaniu duchownego i podkreśla brutalność sprawców, nie wskazując, kim dokładnie byli.

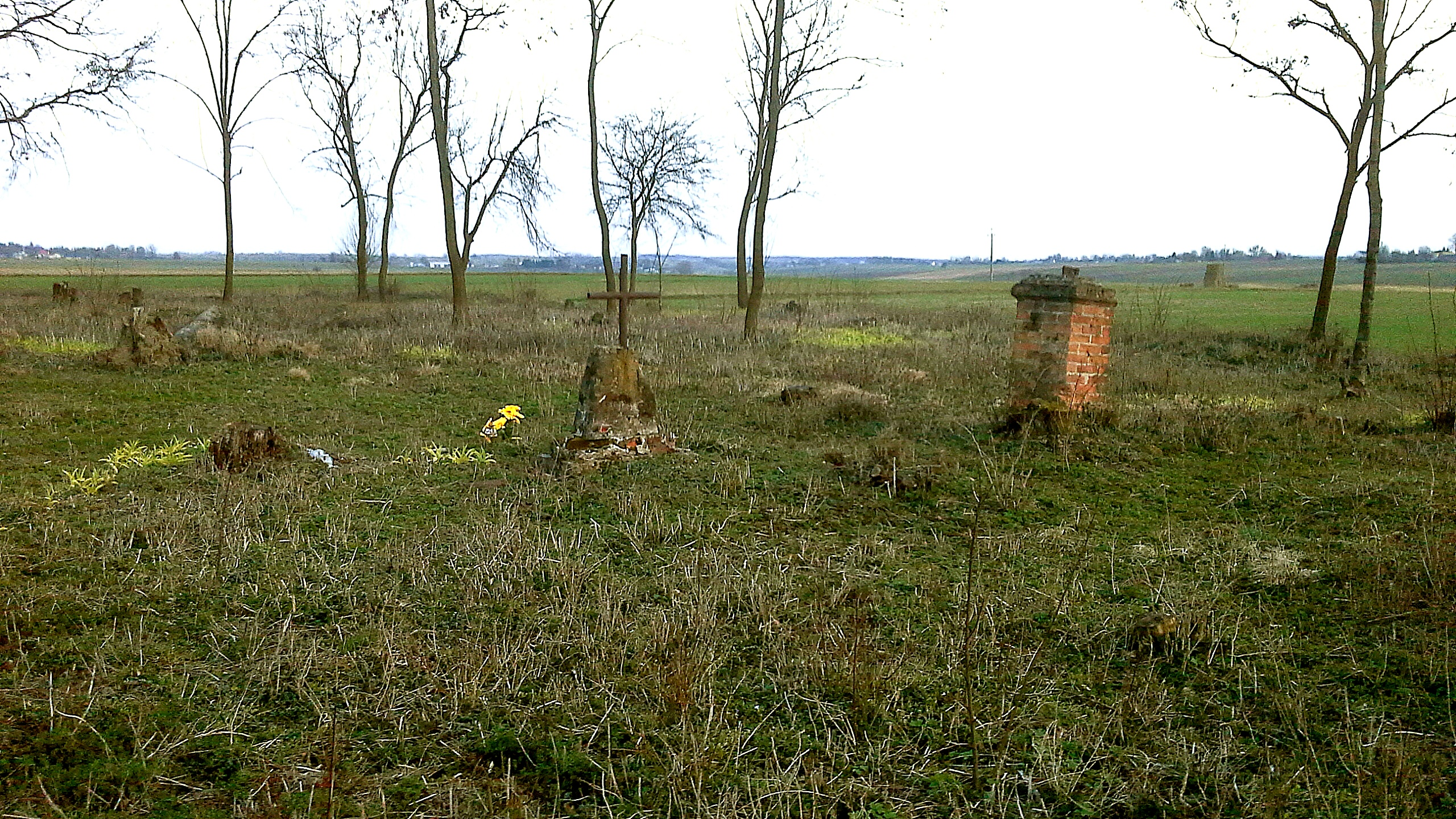
Widok ogólny cmentarza prawosławnego w Teratynie. Dokładne miejsce pochówku Bazylego Martysza nie zostało ustalone

Pierwotnie pochowany na cmentarzu prawosławnym w Teratynie. Jesienią 1968 jego szczątki zostały przewiezione do Warszawy i pochowane na prawosławnym cmentarzu wolskim. Na początku 2003 roku dokonano ekshumacji relikwii świętego i przeniesiono je do prawosławnej cerkwi pw. św. Jana Klimaka w Warszawie.

## Życie prywatne
Dziećmi Bazylego Martysza byli m.in.:
- Xenia Grey (Ksenia Martyszówna) – polska śpiewaczka operetkowa i aktorka, popularna w okresie międzywojennym; Szpieg w masce (1933), Die Blume von Hawaii (1953)[17], Przerwana gra (1977)[18]; bohaterka książki Bogusława Kaczyńskiego[19] oraz jedna z bohaterów filmu dokumentalnego Wina Ikara[20].
- Bazyli Martysz (1906–1979) – kapitan wojska polskiego, lekarz weterynarii, absolwent Szkoły Podchorążych Rezerwy, od 1935 w służbie czynnej (3 Pułk Szwoleżerów Mazowieckich), walczył w kampanii wrześniowej aż do bitwy pod Kockiem (2–3 października 1939). Wraz z grupą oficerów i żołnierzy uniknął niewoli niemieckiej, lecz przebijając się na południowy wschód dostał się do niewoli sowieckiej. Przebywał w łagrze w rejonie Archangielska. Po podpisaniu układu Sikorski-Majski znalazł się w Armii Andersa. Walczył pod Monte Cassino. Po wojnie osiadł w Kanadzie. Zmarł w Toronto[21].

## Sobór Męczenników Chełmskich i Podlaskich

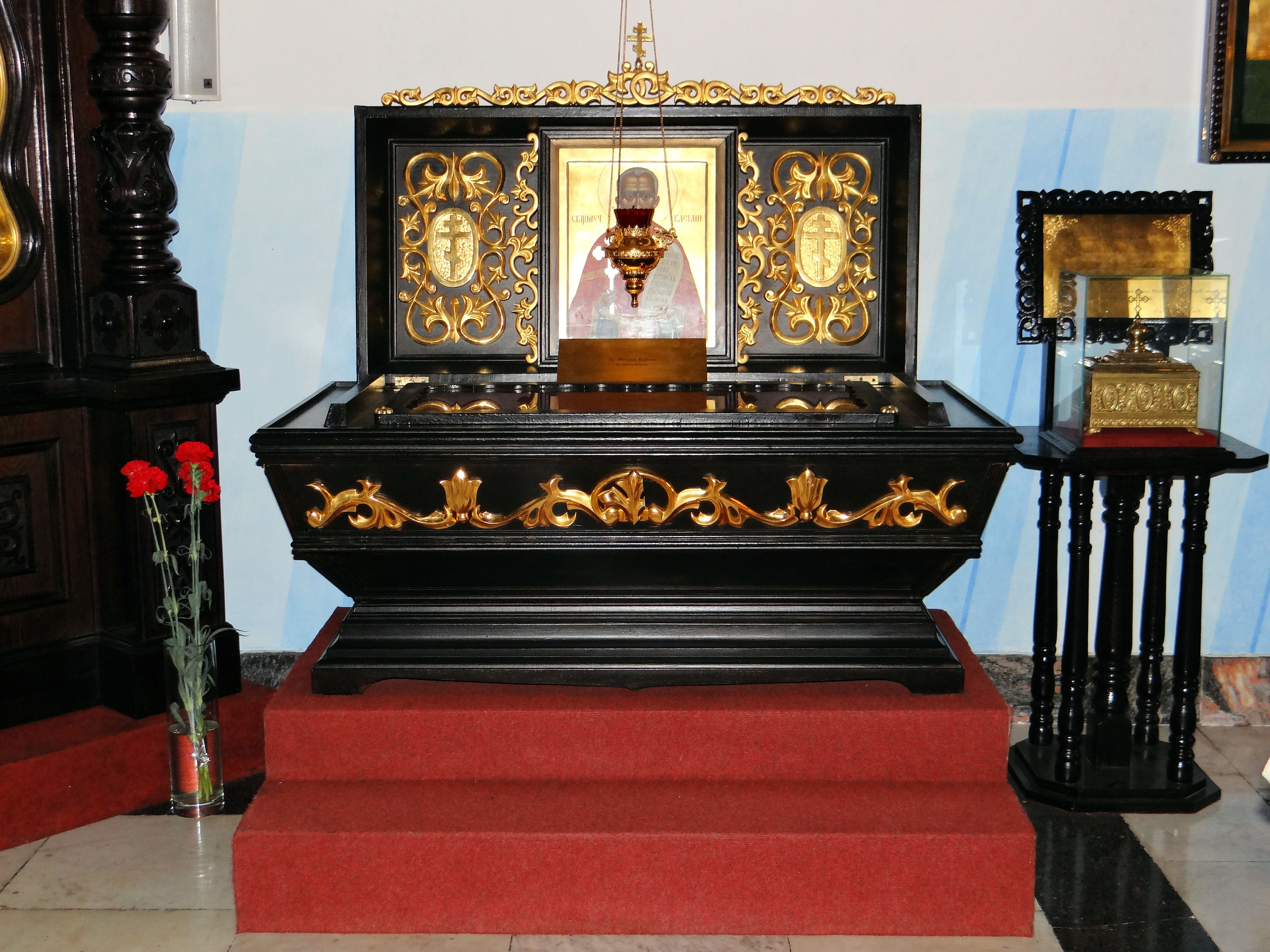
Relikwie św. Bazylego Martysza w cerkwi św. Jana Klimaka w Warszawie

20 marca 2003 Święty Sobór Biskupów Polskiego Autokefalicznego Kościoła Prawosławnego podjął uchwałę o zaliczeniu Bazylego Martysza do Soboru Chełmskich i Podlaskich Męczenników XX w. (św. kapłan-męczennik Bazyli). Uroczystości kanonizacyjne odbyły się w dniach 7–8 czerwca 2003 w Chełmie w grupie męczenników chełmskich i podlaskich.
Bazyli Martysz jest m.in. patronem Prawosławnego Ordynariatu WP.

## Ordery i odznaczenia
- Krzyż Oficerski Orderu Odrodzenia Polski – 2 maja 1923 „w uznaniu zasług, położonych dla Rzeczypospolitej Polskiej na polu administracji wojskowej"[22][23][24]